# Huanzhou
Huanzhou var en historisk kinesisk stad under Jinadynastin (1115–1234) och Yuandynastin  (1271–1368). Huanzhou ligger vid Shandianflodens norra strand precis norr om Zhenglan baners centralort i Inre Mongoliet ca 270 km norr om Peking.
Huanzhou etablerades av Jindynastins kejsare Shizong (r. 1161–1189) och var ursprungligen kejsarens sommarresistens och jaktbas. Huanzhou omgavs av en kvadratisk stadsmur vars sidor var dryg en kilometer. I Nordöstra hörnet finns en ca 300 gånger 300 m stor citadell omgiven av vallgravar. En sektion av kinesiska muren som uppfördes under Jindynastin passerar några mil söder om Huanzhou.
Huanzhou ligger längs den kejserliga vägen som Yuandynastins kejsare reste mellan huvudstaden Khanbalik (dagens Peking) och sommarhuvudstaden Xanadu. Huanzhou ligger ca 20 km sydväst om Xanadu och drygt 20 km norr om Lilingtai, som var nästa stop på den kejserliga vägen.